# Emilio Arnstein
Emilio Arnstein (Wotitz, 4 giugno 1886 – Bologna, 8 settembre 1976) è stato un calciatore, dirigente sportivo e arbitro di calcio austriaco.
Fu fondatore e terzo presidente del Bologna.

## Biografia
Nacque il 4 giugno 1886 a Wotitz (oggi Votice) presso Praga, all'epoca facente parte dell'Impero austro-ungarico, da una famiglia di fede ebraica.
Giunse a Bologna nel 1908 da Trieste, dove, poco più che ventenne, nel 1906 aveva fondato un sodalizio calcistico, il Black Star Football Club, di cui fu anche calciatore assieme a suo fratello, ad altri boemi e alcuni inglesi.
In Emilia-Romagna fu l'iniziatore dell'organizzazione calcistica.
Acquisì dopo il 1910 la cittadinanza italiana e negli anni della Seconda guerra mondiale dovette subire con la famiglia persecuzioni razziali e politiche.
Visse sempre in modo assai riservato e lavorò come agente di commercio prevalentemente a Bologna fino alla morte, avvenuta l'8 settembre 1976.
È sepolto alla Certosa di Bologna.

### La fondazione del Bologna
Nella città emiliana fu subito tra i promotori della costituzione di una società di football e il fatidico 3 ottobre 1909, giorno della fondazione del Bologna, entrò tra i consiglieri per poi diventare vicepresidente e infine, nel 1910, presidente, il terzo della serie. Fu anche calciatore del Bologna Football Club, mai impiegato in partite ufficiali, ma solo nelle amichevoli nelle stagioni 1909-1910 e 1910-1911.
All'inizio del 1910, il Bologna lo aveva designato come suo rappresentante nel nuovo Comitato Regionale Emiliano, primo ed unico consigliere straniero in tale consesso, oltre che primo arbitro federale in Emilia.
Pur rimanendo un grande appassionato di calcio, lasciò ben presto gli ambienti ufficiali non condividendo lo sviluppo economico dello sport.

## Vita privata
Era padre di Renato Arnstein.